# Tim Carpenter
Timothy W. Carpenter là một thành viên Dân chủ của Thượng viện Wisconsin, đại diện cho Quận 3 kể từ năm 2003. Trước đó, ông đã phục vụ trong Hạ viện Wisconsin, đại diện cho Quận 20 từ năm 1985 đến 2003.

## Tuổi thơ, giáo dục và sự nghiệp
Carpenter sinh ngày 24 tháng 2 năm 1960 ở Milwaukee và tốt nghiệp trường trung học Casimir Pulaski. Ông đã nhận bằng cử nhân của Đại học Wisconsin–Milwaukee và bằng thạc sĩ của Đại học Wisconsin–Madison sau khi học tại Học viện La Follette.

## Đời tư
Carpenter là người đồng tính, và là một trong bốn thành viên LGBT công khai của Cơ quan Lập pháp Wisconsin. Ông là thành viên của Câu lạc bộ Sierra; Hiệp hội khu phố Jackson Park; Hiệp hội khu phố Story Hill; và Hội đồng tư vấn gia đình binh sĩ Milwaukee VA. 